# Star Wars Battle Pod

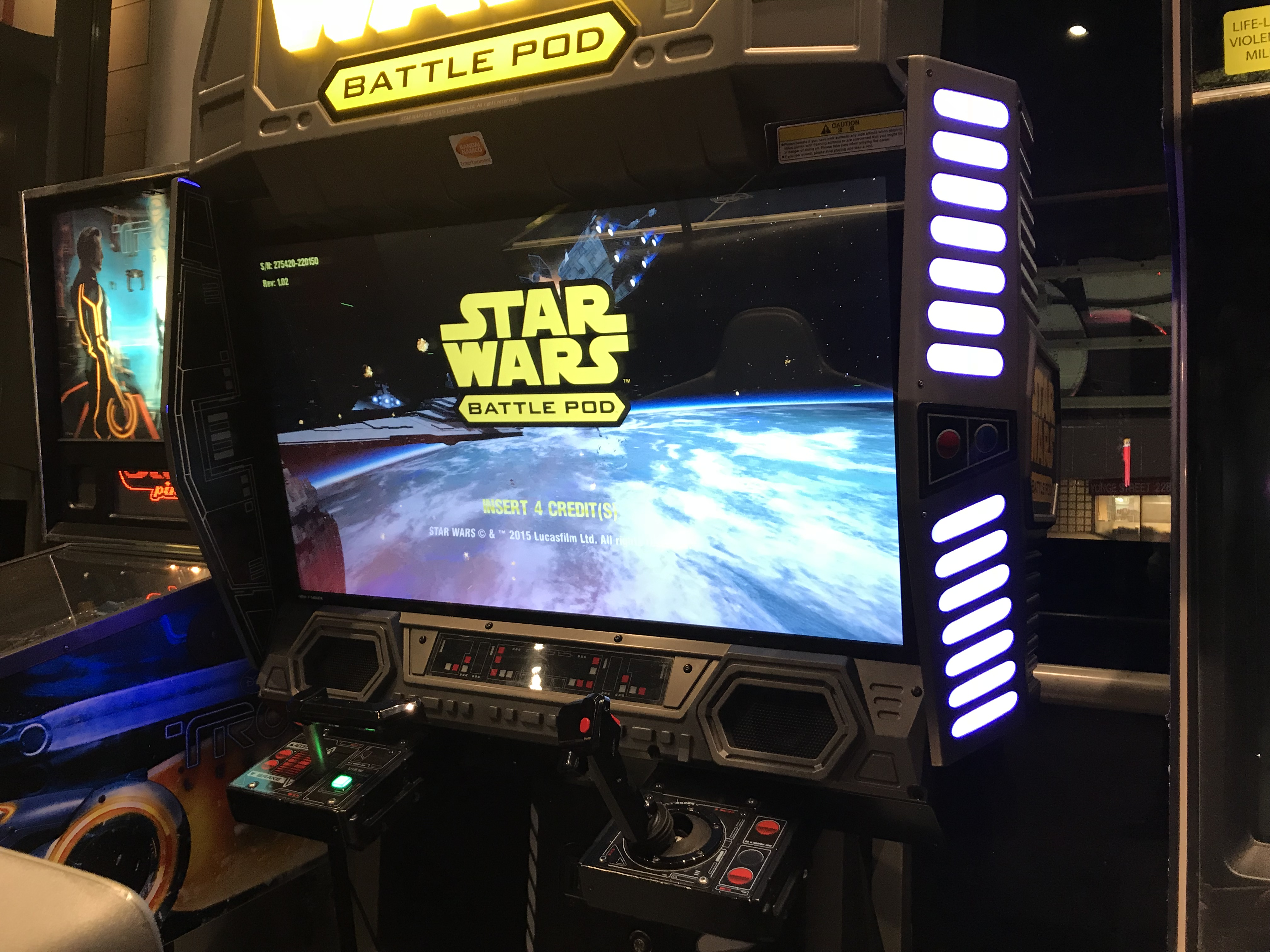
Una consola arcade Star Wars: Battle Pod en Toronto, Canadá

La Star Wars: Battle Pod es un arcade desarrollada por Namco Bandai Games, el cual ofrece una experiencia inmersiva e innovadora en el universo de las batallas espaciales de Star Wars. Lanzado en 2014, este dispositivo destaca por su innovador diseño y tecnología avanzada, haciendo experimentar al jugador una experiencia única, ya que su diseño hace que los controles del arcade simulen los mandos de control de una nave de combate espacial. Su diseño innovador ha demostrado que la integración de tecnologías avanzadas puede mejorar significativamente la experiencia del jugador, con la mejoría de gráficos, efectos ambientales y controles más realistas. Este dispositivo ha inspirado el desarrollo de futuras máquinas arcade y ha llevado a una mayor adopción de tecnologías inmersivas en el sector.

## Características Técnicas
La máquina de arcade presenta una serie de características técnicas e innovaciones que revolucionan la experiencia de juego en el universo de Star Wars. Su diseño de cabina es particularmente destacable, con una pantalla panorámica de 180 grados que abarca el campo de visión del jugador, ofreciendo una visualización de alta resolución y una inmersión total en el entorno de las batallas espaciales. La cabina esférica, un elemento innovador respecto a los arcades tradicionales, intensifica la sensación de estar dentro de una nave espacial. En cuanto a los controles, está equipado con un joystick de alta precisión y botones que replican los controles de las naves de Star Wars, garantizando una respuesta rápida y precisa que simula de manera muy realista el control de una nave espacial. También es destacable el sistema de sonido envolvente de alta definición, el cual está complementado con efectos espaciales y diálogos auténticos. Por otro lado, el hardware interno permite gráficos 3D de alta calidad y un procesamiento fluido de los entornos y articulasen resumen, las innovaciones incluyen una inmersión completa a través de la combinación de pantalla panorámica, sonido envolvente y controles especializados, así como una simulación de movimiento que reproduce vibraciones y movimientos, intensificando la sensación de estar librando batallas espaciales. Todo esto hace que la construcción de esta arcade resulte algo novedoso e influyente en el sector de los videojuegos.

## Visión general
El juego consiste en múltiples escenarios que se corresponden con una de las principales batallas de la trilogía original. Hay cinco escenarios, la Batalla de Yavin (Yavin) de Star Wars, donde el jugador es colocado en un Ala-X atacando a la Estrella de la Muerte para evitar que destruya Yavin 4, la Batalla de Hoth (Hoth), El Imperio Contraataca, donde uno pilota un snowspeeder para ayudar en la evacuación de Hoth de las fuerzas imperiales invasoras, un speeder corre por Endor (Endor) donde ayuda a Han Solo a llegar al generador del escudo para destruir el escudo de la Estrella de la Muerte para los rebeldes en el espacio. y la Batalla de Endor (Estrella de la Muerte II) del Retorno del Jedi, que coloca al jugador en la cabina del Halcón Milenario para intentar destruir la Estrella de la Muerte II y terminar la guerra. Hay un escenario que no sigue la historia de las películas pero que establece su propio camino, (Vader's Revenge). Este escenario ocurre literalmente segundos después de la destrucción de la primera Estrella de la Muerte, donde uno juega como Darth Vader, quien está tratando de evitar que los rebeldes escapen con una pieza de la Estrella de la Muerte con la habilidad de eliminar a Han Solo en el proceso. Otra versión del juego agrega una escena de The Force Awakens, donde el jugador pilotea un T-70 X-Wing para atacar naves de Primera Orden en Takodana y proteger el transporte del General Leia.